# Бевіл-Оукс (Техас)
Бевіл-Оукс (англ. Bevil Oaks) — місто (англ. city) в США, в окрузі Джефферсон штату Техас. Населення — 1089 осіб (2020).

## Географія
Бевіл-Оукс розташований за координатами 30°9′3″ пн. ш. 94°16′15″ зх. д. / 30.15083° пн. ш. 94.27083° зх. д. (30.150710, -94.270948).  За даними Бюро перепису населення США в 2010 році місто мало площу 5,34 км², з яких 5,26 км² — суходіл та 0,08 км² — водойми.

## Демографія
Згідно з переписом 2010 року, у місті мешкали 1274 особи в 519 домогосподарствах у складі 385 родин. Густота населення становила 238 осіб/км².  Було 551 помешкання (103/км²).
Расовий склад населення:
| - 90,2 % — білих - 4,2 % — чорних або афроамериканців - 1,7 % — азіатів - 0,2 % — корінних американців - 2,0 % — осіб інших рас |

До двох чи більше рас належало 1,7 %. Частка іспаномовних становила 6,0 % від усіх жителів.
За віковим діапазоном населення розподілялося таким чином: 18,4 % — особи молодші 18 років, 59,6 % — особи у віці 18—64 років, 22,0 % — особи у віці 65 років та старші. Медіана віку мешканця становила 50,2 року. На 100 осіб жіночої статі у місті припадало 99,7 чоловіків;  на 100 жінок у віці від 18 років та старших — 96,2 чоловіків також старших 18 років.
Середній дохід на одне домашнє господарство  становив 85 836 доларів США (медіана — 76 250), а середній дохід на одну сім'ю — 96 890 доларів (медіана — 83 000). За межею бідності перебувало 3,2 % осіб, у тому числі 0,0 % дітей у віці до 18 років та 8,4 % осіб у віці 65 років та старших.
Цивільне працевлаштоване населення становило 648 осіб. Основні галузі зайнятості: освіта, охорона здоров'я та соціальна допомога — 23,9 %, будівництво — 14,0 %, роздрібна торгівля — 13,1 %.